# Tour Lotería del Táchira
El Tour Lotería del Táchira o Tour LT: Kino de Oro es una competición ciclista por etapas, es organizada por la Lotería del Táchira y se realiza en San Cristóbal.

## Historia
Nace como iniciativa del gobierno regional del estado Táchira y cuyo objetivo principal, es la organización de un acontecimiento ciclístico que sirva de preámbulo y preparación para la Vuelta al Táchira. 
Esta competencia reúne a los mejores equipos nacionales y extranjeros, buscando convertirse en apoyo y sustento deportivo de calendario de ciclismo venezolano.

## Palmarés
| Año  | Ganador         | Segundo          | Tercero          |
| 2014 | Rónald González | Jonathan Salinas | Anderson Paredes |
| 2015 | Bandera de ?    | Bandera de ?     | Bandera de ?     |